# Матей Кочак
Матей Кочак або Матей Коджак (англ. Matej Kocak; нар. 3 грудня 1882, Егбелл — пом. 4 жовтня 1918, Франція) — американський військовослужбовець словацького походження, сержант Корпусу морської піхоти США. Один з 19 військовослужбовців США двічі кавалерів Медалі Пошани (посмертно), удостоєний найвищих відзнак армії та флоту за «героїзм, який виходить за межі виконання свого військового обов'язку» у боях з противником 18 липня 1918 року. Менш ніж за три місяці після свого героїчного вчинку Кочак загинув у бою в ході битви на хребті Блан Мон поблизу Реймса у Франції, коли служив у складі 66-ї роти 5-го полку.

## Біографія
Матей Кочак народився в Еґбеллі, Австро-Угорщина (сьогодні Ґбели, Словаччина), у 1882 році. 1906 року емігрував до Сполучених Штатів, а 16 жовтня 1907 року вступив до Корпусу морської піхоти в Піттсбурзі, штат Пенсільванія. 11 років проходив військову службу в лавах морської піхоти в казармах морської піхоти, на острові Ліг. 16 жовтня 1911 року після закінчення його першого контракту його звільнили, але 26 грудня 1911 року він знову зарахувався до лав морської піхоти.
Під час другого контракту, з 30 квітня по 23 листопада 1914 року, він служив у складі американського армійського контингенту у Веракрусі, Мексика.
Наступного року він служив у Санто-Домінго, Домініканська Республіка, де брав участь у сутичках з місцевими бандитами в Лас-Канітас, провінція Азуа. 23 березня 1917 року отримав військове звання капрал, згодом повернувся до Сполучених Штатів, де приєднався до 12-ї роти у Квантіко, штат Вірджинія.
31 грудня 1917 року Матей Кочак у складі американського контингенту прибув до французького порту Сен-Назер. 23 січня 1918 року він приєднався до 66-ї роти 5-го полку, що діяла у складі Американських експедиційних військ. 1 червня 1918 року отримав звання сержанта. Брав участь в атаці на кайзерівські війська в лісі Белло на північний захід від Шато-Тьєррі. Битва стала одним з найзначущих етапів історії Корпусу морської піхоти Сполучених Штатів. 18 липня 1918 року Кочак брав участь у атаці на Віллер-Коттер-Вуд на південь від Суассона, Франція, і саме в цей день він вчинив геройський вчинок, за який згодом був посмертно нагороджений медаллю Пошани армії та флоту.
Осінню 1918 року сержант брав участь у наступі союзників в Аргоннському лісі між Мозелем і Аргоннським лісом поблизу Бланшмона в Шампані, найбільшій та однієї з найкривавіших військових операцій в історії США в ході Першої світової війни. Також змагався у наступі на ворога в секторі Сен-Мієль.
4 жовтня 1918 року Матей Кочак загинув у бою і похований на американському кладовищі Мез-Аргонн у Романі у Франції.